# Каробби, Стефано
Стефано Каробби (итал. Stefano Carobbi; род. 16 января 1964, Пистоя, Тоскана) — итальянский футболист, игравший на позиции защитника. По завершении игровой карьеры — тренер.
Выступал, в частности, за клубы «Фиорентина» и «Милан», а также олимпийскую сборную Италии.

## Клубная карьера
Родился 16 января 1964 года в городе Пистойя. Воспитанник футбольной школы клуба «Фиорентина». Взрослую футбольную карьеру начал в 1982 году в основной команде родного клуба, в которой провел семь сезонов, приняв участие в 122 матчах чемпионата.
Своей игрой привлек внимание представителей тренерского штаба клуба «Милан», к составу которого присоединился в 1989 году. Сыграл за «россонери» следующие два сезона своей игровой карьеры. За это время стал с командой обладателем Кубка чемпионов УЕФА, а также по два раза завоевал титулы обладателя Суперкубка УЕФА и Межконтинентального кубка, но из-за наличия таких звездных защитников как Паоло Мальдини, Франко Барези, Алессандро Костакурта и Мауро Тассотти на поле выходил крайне редко.
В 1991 году вернулся в клуб «Фиорентина». На этот раз провел в составе два сезона. Большинство времени, проведенного в составе «Фиорентины», был основным игроком команды.
С 1993 года поиграл за «Лечче», после чего вернулся в «Фиорентину», и завершил профессиональную игровую карьеру в клубе «Поджибонси», за команду которого выступал на протяжении 1994—1995 годов. В общем провел 202 матча (и забил 3 гола) в Серии А.

## Выступления за сборные
На протяжении 1984—1989 годов привлекался к составу молодежной сборной Италии. На молодёжном уровне сыграл в 7 официальных матчах, забил 1 гол и стал финалистом молодежного чемпионата Европы 1986 года.
В 1988 году защищал цвета олимпийской сборной Италии на Олимпийских играх 1988 в Сеуле, провел на турнире 2 матча и занял с командой четвертое место .

## Карьера тренера
Начал тренерскую карьеру в 1997 году, начав тренировать юношей в клубе «Пистойя Норд», где проработал с 1997 по 2002 год. В дальнейшем в течение десяти лет работал с юношескими командами родной «Фиорентины» .
В 2012 году впервые возглавил команду в качестве главного тренера, ею стала «Фьезоле Кальдине» из серии D. А в 2014—2018 годах тренировал команду «Коллиджана» , так же выступавшую в серии D.
В 2018 возглавил женский футбольный клуб «Флорентия», выступающий в серии А.

## Титулы и достижения
- Обладатель Кубка чемпионов УЕФА (1):

«Милан» : 1989-1990
- Обладатель Суперкубка УЕФА (2):

«Милан» : 1989, 1990
- Обладатель Межконтинентального кубка (2):

«Милан» : 1989, 1990